# Verband Liegenschaften Schweiz

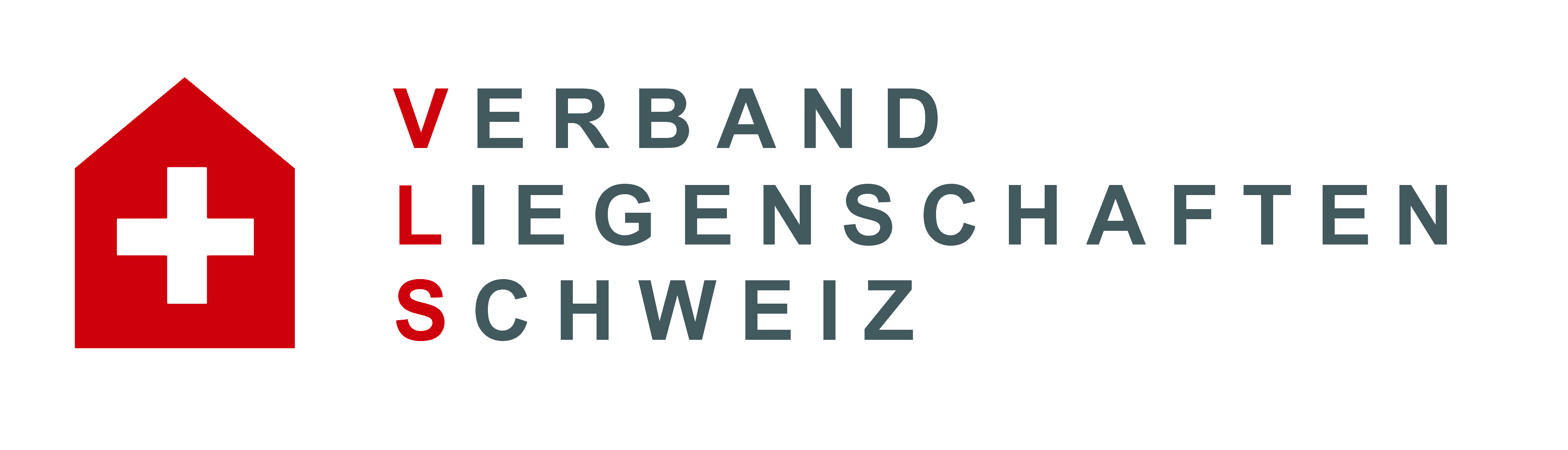
Logo des Verbands Liegenschaften Schweiz

Der Verband Liegenschaften Schweiz (VLS) wurde im Jahr 2006 von Mitarbeitern kommunaler Liegenschaften gegründet, mit dem Ziel, Grundlagen und Erfahrungen mit ihren Kollegen und Kolleginnen aus anderen Gemeinden, Städten und Kantonen zu teilen, sowie kommunalen Liegenschaftenverwaltungen im Tagesgeschäft, bei der Entwicklung und Planung von Bauten und beim Aufbau einer professionellen Liegenschaftenverwaltung zu unterstützen.

## Mitgliedschaft
Mitglieder sind entweder Einzel-, Kollektiv-, Frei- oder Ehrenmitglieder. Kollektivmitglieder sind Gemeinden, Kantone oder andere öffentliche Körperschaften, die Liegenschaften verwalten. Die Bestimmungen zur Aufnahme sind in den Statuten aufgeführt.

## Statuten
Die Statuten wurden bei der Gründung des Verbands festgelegt und sind im Handelsregister eingetragen. Änderungen müssen von der Mitgliederversammlung genehmigt und beim Handelsregisteramt gemeldet werden.

## Geschichte
Im Jahr 2006 wurde der Verband Liegenschaften Schweiz durch Liegenschaftenverwalter gegründet, die für den Aufbau einer professionellen Liegenschaftenverwaltung gemeinsame Grundlagen schufen, Facility-Management-Werkzeuge einführten und einen fachlichen Austausch von Gleichgesinnten suchten. Im gleichen Jahr erfolgte die Eintragung im Handelsregister als gemeinnütziger Verein. Ein Jahr nach der Gründung wurde eine multifunktionale, viersprachige Webseite aufgebaut. Am 25. Juni 2008 wurde die erste Fachveranstaltung des VLS in Greifensee durchgeführt.
Im Dezember 2009 konnte der VLS nach einer umfassenden Vernehmlassung seine ersten Standards, zwei Leistungsverzeichnisse und ein Ablagesystem für die kommunale Liegenschaftenverwaltung zur Verfügung stellen.
Im März 2011 wurde die Comunas GmbH als Geschäftsstelle des VLS im Handelsregister eingetragen. Alle Dienstleistungen des Verbands wurden der Geschäftsstelle übertragen.

## Angebote
In Kooperation mit dem Institut für Facilitymanagement der Fachhochschule für angewandte Wissenschaften (ZHAW) fanden im Jahr 2011 die ersten Fachkurse für öffentliche Liegenschaften im Technopark Zürich statt. Diese werden von diesem Zeitpunkt an zweimal jährlich in je vier Modulen durchgeführt.
Der VLS bietet den Gemeindebehörden eine Grobanalyse für die kurz- und mittelfristige Budgetierung des Unterhalts ihrer Liegenschaften als Entscheidungsgrundlage für die Finanzplanung und interne Organisation. Diese Analysen sind geeignet für Gemeinden, die bspw. eine Reorganisation planen, z. B. als Vorbereitung für eine oder infolge einer Gemeindefusion.

## Vorstand
Der Vorstand besteht zurzeit (Stand 20. Februar 2019) aus vier Mitgliedern:
- Martin S. Frey, Präsidium
- Luzius Guetg, Vizepräsidium
- Peter Krause
- Heinz Lieberherr